# Miedwie

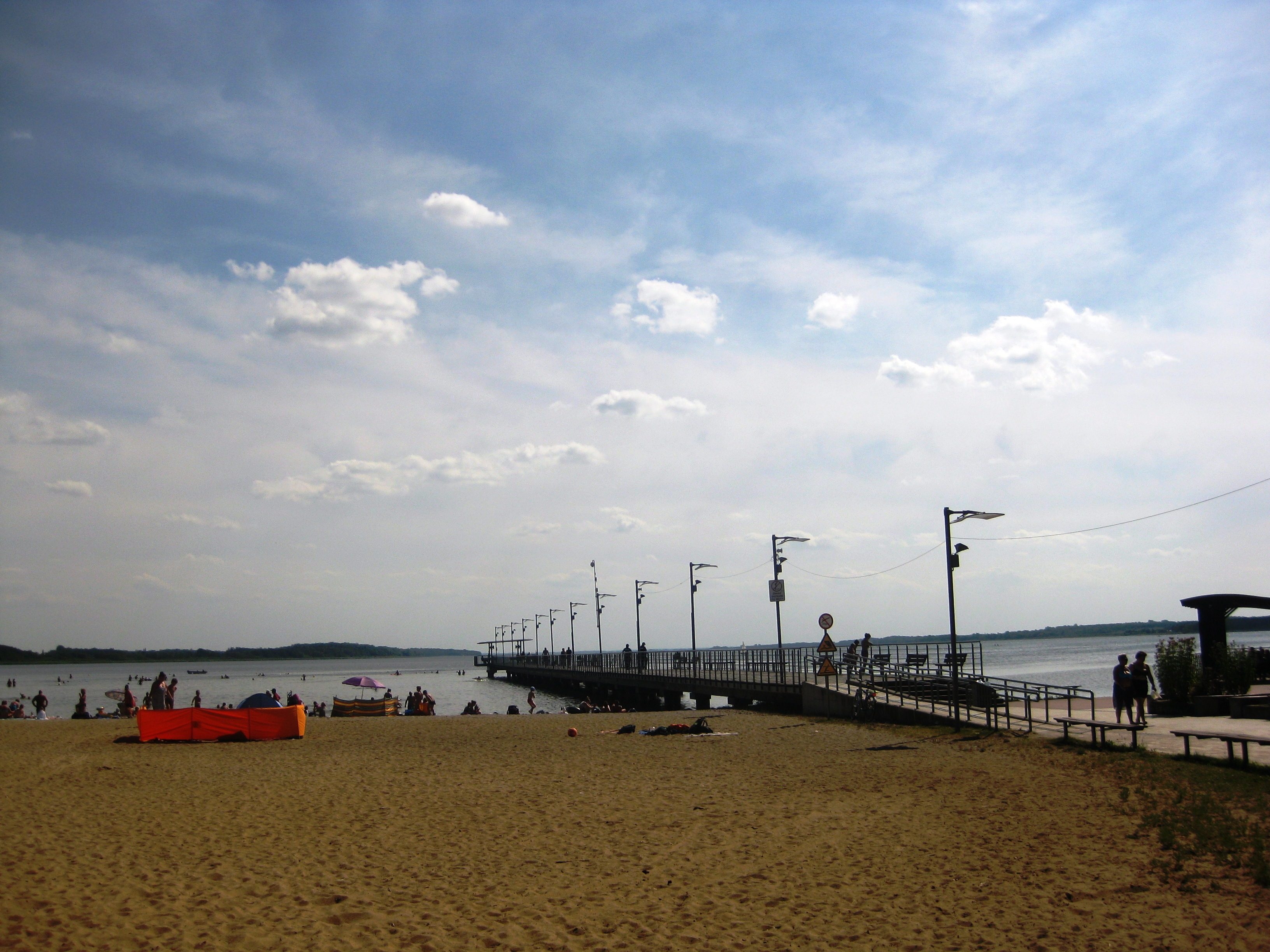
Badstrand vid sjön

Miedwie, polska: Jezioro Miedwie, tyska: Madüsee, är en 35 km² stor insjö i nordvästra Polen, belägen i Västpommerns vojvodskap omkring 10 km sydväst om staden Stargard Szczeciński och omkring 25 km sydost om Szczecin. Genom sjön rinner floden Płonia.
Vid norra änden av sjön ligger bad- och turistorten Morzyczyn.
Sjön har ett rikt fisk- och fågelliv och har bland annat en stor population av skäggmesar och av en sikart (Coregonus maraena).